# محمودة (مقاطعة ديواندرة)
محمودة (بالفارسية: محموده) هي قرية تقع في قسم كولة الريفي (مقاطعة ديواندرة) في إيران. يقدر عدد سكانها بـ 124 نسمة بحسب إحصاء 2016.